# Before Midnight
Before Midnight (deutsch Vor Mitternacht) ist ein US-amerikanischer Spielfilm aus dem Jahr 2013. Er wurde wie seine beiden Vorgänger Before Sunrise (1995) und Before Sunset (2004) von dem Regisseur Richard Linklater mit Julie Delpy und Ethan Hawke in den Hauptrollen realisiert.

## Handlung
Die Geschichte einer romantischen Begegnung zwischen dem Amerikaner Jesse und der Französin Celine, die in Wien begann und in Paris ihre Fortsetzung fand, erreicht nun ihren vorläufigen Abschluss. Während bei den Vorgängern die langsame Entwicklung einer Liebesbeziehung gezeichnet wurde, zieht die zweite Fortsetzung der Liebesgeschichte ein vorläufiges Resümee der Ereignisse.
Neun Jahre nach ihrer letzten Begegnung in Paris sind Jesse und Celine mittlerweile ein Paar und Eltern von Zwillingen. Die Familie verbringt ihren Urlaub in Griechenland im Anwesen des alternden Schriftstellers Patrick, einem Freund und Förderer Jesses.
Im Verlauf ihres weiteren Aufenthalts offenbaren und vertiefen sich die Probleme ihrer festgefahrenen Beziehung, was schließlich in einer Krise mit Trennungsabsichten von Seiten Celines gipfelt. Jesse hadert mit der Sorgerechtssituation und der geographischen Distanz zu seinem pubertierenden Sohn Henry (Hank) aus erster Ehe, der nach den gemeinsamen Ferien zu Beginn des Films in die Staaten zurückfliegen muss. Celine sieht sowohl ihre berufliche als auch ihre familiäre Leistung nicht ausreichend gewürdigt und wirft Jesse Verantwortungslosigkeit und Egozentrik vor.
Zum Ende des Films wird eine Versöhnung der beiden angedeutet; der Zuschauer wird allerdings, wie schon bei den beiden Vorgängern, über die weitere Entwicklung ihrer Beziehung im Unklaren gelassen.

## Hintergründe

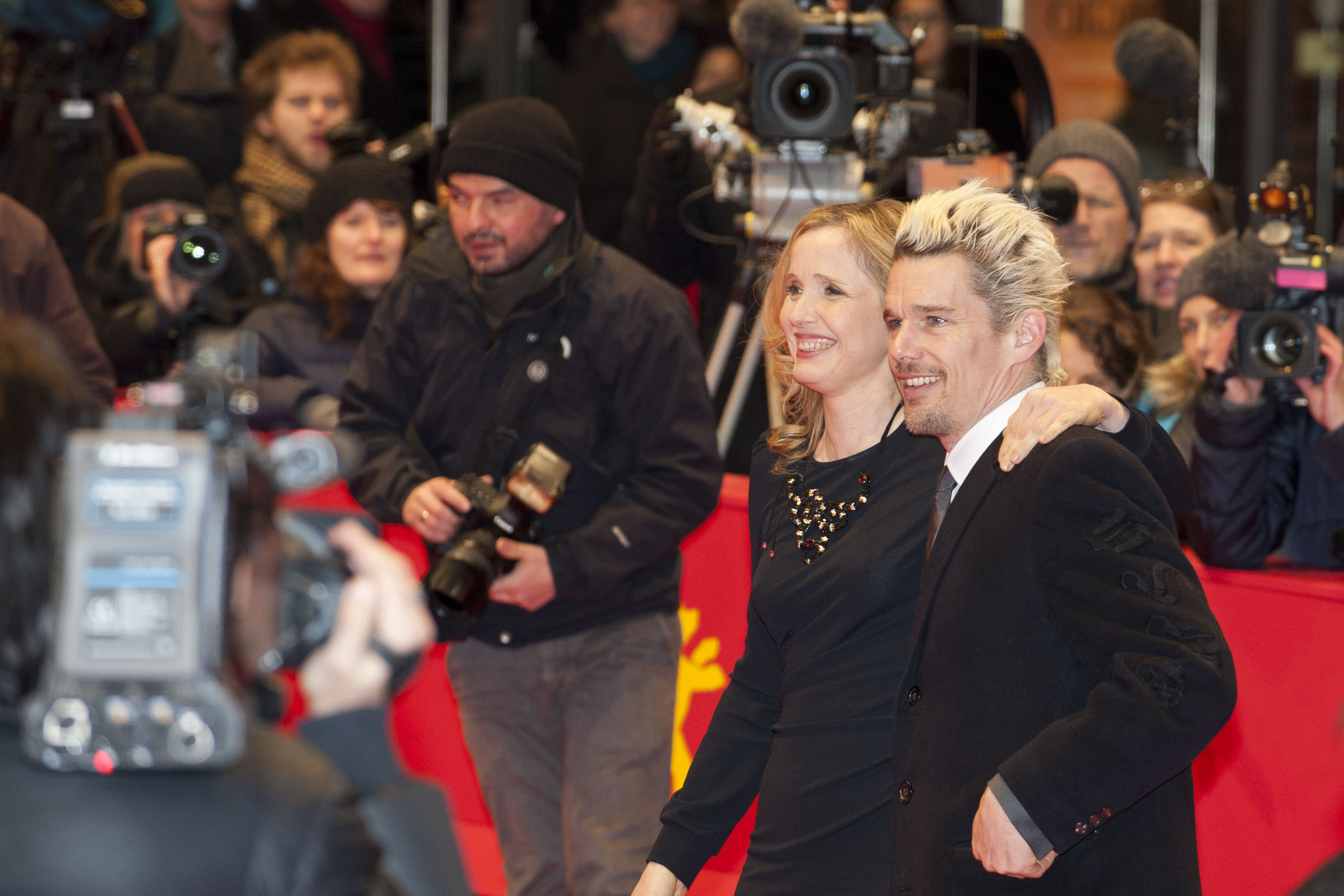
Julie Delpy und Ethan Hawke bei der Vorstellung des Films im Februar 2013 bei der Berlinale

Das Trio Linklater, Hawke und Delpy hatte schon nach der letzten Fortsetzung 2004 Überlegungen darüber angestellt, wie sie die Geschichte von Jesse und Celine weitererzählen wollten. Ethan Hawke sagte in einem Interview von 2011, dass der zeitliche Abstand von wiederum neun Jahren genau passend sei, um eine Fortsetzung zu produzieren. Noch im selben Jahr begannen die gemeinsamen Arbeiten am Drehbuch.
Der Film spielte etwa 23,3 Millionen US-Dollar ein und hatte am 20. Januar 2013 Premiere auf dem Sundance Film Festival in Park City, Utah. Seine internationale Premiere hatte er auf der 63. Berlinale im Februar 2013.

## Kritiken
Die internationale Presse zeigte sich weitestgehend angetan von der dritten Auflage der Beziehungsgeschichte, betonte aber den ungewohnt pessimistischen bis tragischen Ton des Films. David Edelstein vom New York Magazine ist der Auffassung, Before Midnight erinnere den Zuschauer daran, wie wichtig es sei, nicht das zu vergessen, was man ursprünglich für bedeutsam im Leben erachtete, und sein Leben dadurch wieder neu zu bereichern.
Nada Weigelt von der DPA meint auf stern.de: „Before Midnight ist mindestens ebenso witzig, schlagfertig, einfallsreich, poetisch und klug – aber zugleich todtraurig.“
Das Lexikon des internationalen Films schrieb: „Der Film findet dabei keine angemessene Sprache für die Intimität einer Langzeitbeziehung, sondern mäandert unterhaltsam, aber recht oberflächlich durch Konflikte und Streitereien. Die formale Konsequenz, sich in langen Sequenzen ganz der Dynamik von Dialogen zu überlassen, beeindruckt gleichwohl weiterhin.“
Rotten Tomatoes führt den Film mit einer Bewertung von 98 %, basierend auf 206 Bewertungen und einem Durchschnittswert von 8,7/10.

## Auszeichnungen
Der Film gewann 28 Filmpreise und war für 59 weitere nominiert, u. a. für einen Oscar (Bestes adaptiertes Drehbuch) und einen Golden Globe (Beste Schauspielerin).